# Ngazargamu
Ngazargamu o Gazargamo fou la capital de l'Imperi de Bornu des de vers 1460 a 1809. Estava situava 150 km a l'oest del Llac Txad en l'actual estat de Yobe a Nigèria; les restes impressionants de l'antiga ciutat i capital són encara visibles. La muralla circumdant és de 6.6 km llarg i en parts és encara fins a 5 m d'alt. La ciutat va ser construïda pel Mai Ali Gaji (1455–1487) després de la derrota final de la branca Dawúdida de la dinastia governant dels Sefuwa (Saifawa).
La ciutat era llavors un centre important de comerç i coneixement, i va arribar a tenir al voltant de 20.000 habitants.
El 1809, després de diversos anys de guerra indecisa, Gazargamo va ser assetjada i destruïda per Malam Zaki, en la gihad fulani; el sobirà, el ''mai'' Ahmad ibn Ali, va fugir cap al Kanem.